# Jane Cederqvist
Jane Cederqvist, née le 1er juillet 1945 à Stockholm et morte le 15 janvier 2023 dans la même ville, est une nageuse suédoise.

## Biographie
Jane Cederqvist dispute l'épreuve du 400 mètres nage libre aux Jeux olympiques d'été de 1960 de Rome et remporte la médaille d'argent.